# The Legend of Dragoon
The Legend of Dragoon (яп. レジェンド・オブ・ドラグーン Рэдзэндо обу Дорагун) — компьютерная японская ролевая игра, разработанная и выпущенная компанией Sony Computer Entertainment для игровой платформы PlayStation. В Японии выпущена 2 декабря 1999 года, в Северной Америке 11 июня 2000 года и 19 января 2001 в Европе.

## Игровой процесс
The Legend of Dragoon содержит три режима игры: мировая карта, режим поля и режим битвы. По Мировой карте можно перемещаться только по строго определённому пути (обозначен пунктирными линиями, которые тянутся от одной локации до другой). Режим поля включается, когда игрок входит в город, подземелье или транспорт. Она состоит из трёхмерных персонажей, размещённых на двумерном заднике (англ. background) (так называемое псевдо-трёхмерное измерение). Битва происходит между играбельными персонажами и врагами, управляемыми искусственным интеллектом приставки. Игроку доступны 5 стандартных для РПГ действий — атака, защита, магия, вещи, побег, а также 2 дополнительные опции — трансформация и особая трансформация, о которых будет рассказано ниже.

### Место действия
Местом действия в игре является вымышленный континент Эндинесс. На нём расположены четыре страны: Сердио, Тибероа, Милл Сесо и Глориано. Существует так же регион, названный Границей Смерти.
В начале игры Сердио поделено на королевство Бейзиль и империю Сандора, поскольку именно в этот момент, страна находится в состоянии гражданской войны.
Тибероа — западная страна, граничащая с Сердио. Во главе неё находится правящая семья короля Зиора и его двух дочерей Эмиль и Лизы. Здесь довольно жаркий климат и населена лишь небольшая часть страны, а большинство её жителей имеют очень тёмную кожу.
Милл Сесо — крупнейшая страна, расположенная на вершине континента. Именно в этой стране и родились Дарт, Шана, Меру и Миранда. Столица Милл Сесо — город Денинград. Когда то дворец Денинграда, был частью города Крылатых. В стране довольно холодно, особенно зимой.
Глориано — место, где император Диас руководил людьми во время Кампании Дракона. Кроме того, именно здесь Дарт и его друзья встречаются с Зигом, который изначально выдаёт себя за Диаса.
Граница Смерти — пустынный регион. Единственным населённым здесь местом является город Крылатых, где старшая сестра Мельбу Фрамы Шарль рассказывает о неких Сферах и просит компанию Драгунов охранять их.

### Драгуны
Все играбельные персонажи в конечном счёте получат так называемый Дух Драгуна (англ. Dragoon Spirit). Он позволяет персонажам перевоплотиться в людей-драконов, которые способны повелевать Драконами и использовать мощную магию. Существует много различных Духов Драгуна, которые принадлежат различным стихиям (элементам). Всего восемь: Свет, Огонь, Земля, Гром, Ветер, Вода, Тьма и вакуум (известен также как не-стихия). После перевоплощения характеристики персонажа увеличиваются во много раз, также появляется доступ к мощным заклинаниям, которые используют MP персонажа. Однако персонаж теряет способность к использованию вещей, не может защищаться или бежать. Возврат в нормальное положение возможен только в результате падения счётчик SP, победы в битве или перехода в статус KO (смерть, нокаут). Драгуну доступны только две опции — Атака и Магия. Система Дополнений для Драгуна не существует. Вместо этого предложена альтернатива. При выборе атаки появляется небольшой круг с бегающим по окружности огоньком. Как только огонек достигнет определённой отметки, необходимо нажать «» — огонек продолжит движение, но уже быстрее. Всего — пять раз. После этого Драгун атакует врага и ударяет его столько раз, сколько вы нажали «». Атаки Драгуна очень мощные и красочные, а если вы не ошибетесь пять раз, то сможете полюбоваться завершающим ударом с применением магии (именно этот удар за всю атаку отнимает больше всего HP). Магию вы сможете использовать только в облике Драгуна, выбрав команду Magic. У каждого персонажа есть свой список Магии (в зависимости от стихии персонажа). Магия требует MP, которые могут быть восстановлены только с помощью вещей. Чем выше уровень персонажа, тем длиннее список доступной магии. Самая последняя магическая атака (80 MP) — вызов Дракона. У каждого персонажа есть свой Дракон, которого можно призвать во время битвы. Дракон неиграбелен, он только атакует противника, нанося колоссальный урон.

### Дополнения
Боевая система дополнений (англ. The Additions combat system) впервые была применена на практике в Legend of Dragoon — это была настоящая революция в стандартной боевой системе. Однако же эта система подверглась большой критике — игроки просто не успевали вовремя жать на кнопки, особенно ближе к концу игры, где Дополнения становились более сложными и требовали большой реакции. После получения персонажем духа Драгуна (англ. Dragoon Spirit), дополнения необходимы ему для перевоплощения — они добавляют очки духа (SP, англ. Spirit Points), позволяющие перевоплотиться в Драгуна.
Заключается система Дополнений в следующем. Во время боя игрок выбирает действие Атака (англ. Attack). Герой, как в обычной РПГ, бежит навстречу противнику, и в это время появляются 2 квадрата — большой и маленький. Большой квадрат, уменьшаясь, совпадает с маленьким ровно в момент удара меча героя о противника. Игрок должен среагировать и нажать кнопку «», тогда герой продолжит атаку. Так будет продолжаться, пока игрок не ошибется или пока все удары, предусмотренные системой, не закончатся. Таким образом можно производить довольно красивые и изящные комбинации. Персонаж получает дополнение при достижении определённого уровня. Чем мощнее дополнение, тем больше ударов в него включено и тем сложнее их выполнять (самое первое дополнение включает всего 2 удара). Выбор между различными Дополнениями осуществляется в меню персонаж («» — Additions). Дополнения, как и персонажей, можно прокачивать, причем уровень Additions повышается не пропорционально уровню героя — все зависит от того, сколько успешных ударов было нанесено с помощью этого Дополнения.
У каждого персонажа есть Master Addition — дополнение, дающееся после прокачки как минимум до 80 (то есть до успешного выполнения 80 раз) всех остальных дополнений.

### Вещи
Вещи в Legend of Dragoon того же типа, что и в других РПГ. Они имеют широкий спектр применения: от лечебных зелий до «боевых предметов». Вещи могут быть куплены у торговцев в городах игры, найдены в сундуках, выиграны в битвах.

### Умножители
Помимо обычных предметов, в The Legend of Dragoon присутствуют так называемые умножители (англ. Multiple use items). Это особые боевые предметы, призывающие атакующую магию. Они присутствуют в инвентаре, как обычные вещи, их точно также можно использовать во время боя. Но между ними и обычными вещами существует существенное различие — после использования такой вещи на противнике в правом нижнем углу экрана появляется изображение кнопки «» и счётчик в процентах (первоначально 100 %). Задача игрока — быстро нажимать кнопку «», чтобы увеличивать показатель процентов (чем быстрее нажимать, тем дольше будет действовать умножитель). Проценты будут увеличиваться, а вместе с ними — наносимый данной вещью урон. После окончания действия проценты суммируются, и вещь наносит некоторый урон противнику, больше максимально возможного урона, который наносила бы подобная вещь, не будь она умножителем.

### Звездная пыль
Звездная пыль (англ. Stardust) — вещь, с помощью которой можно раздобыть несколько редких и мощных предметов.

## Сюжет
Легенды говорят, что всё началось с Бессмертного древа, много тысячелетий назад проросшем на нашей пустынной планете. Древо породило 108 плодов, из которых люди были 106. 107 видом была могучая раса Крылатых, — существ, подчинивших себе мир и все остальные расы. Так продолжалось, пока не появились Драгуны — люди, подчинившие себе драконов и начавшие войну против Крылатых. В жестокой битве другие расы одержали победу, Крылатые были свергнуты, а Драконы и Драгуны — забыты. 108 видом был Вирэйдж Эмбрио (англ. Virage Embrio), известный также как Бог Разрушения (англ. God of Destruction). Он возжелал уничтожить мир — все остальные 107 видов. Зная, как остальные расы ненавидят Крылатых, он предложил людям помощь в борьбе с ними. Противостояние вылилось в самую кровопролитную войну в истории Эндинеса — Кампанию Дракона (англ. Dragon Campaighn). В ходе битвы за Кадессу, столицу Крылатых, был положен конец их владычеству на планете, а сама Кадесса погибла. Но оставшиеся в живых Крылатые, узнав об Эмбрио, решили уничтожить его. Они одолели Бога Разрушения, и, отделив его душу от тела, заточили в хрустальный шар. А шар этот был отправлен на Луну, что никогда не заходит. Его защищали пять печатей. Одна находилась на развалинах Кадессы. Другая — в столице Милле Сезео, Денинграде. Третья — в магическом городе Аглисе (городе чудес). Четвёртая — в Зенебатосе, городе законов. А пятая — в Мэйфиле, границе между жизнью и смертью.

## Музыка
| №                   | Название                                                  | Длительность |
| ------------------- | --------------------------------------------------------- | ------------ |
| 1.                  | «If You Still Believe (The Legend of Dragoon Main Theme)» | 5:57         |
| 2.                  | «Title»                                                   | 0:28         |
| 3.                  | «Ruined Celes»                                            | 2:34         |
| 4.                  | «World Map 1»                                             | 1:07         |
| 5.                  | «Village of Tragedy»                                      | 1:04         |
| 6.                  | «Hellaina Prison»                                         | 1:13         |
| 7.                  | «Battle 1»                                                | 1:30         |
| 8.                  | «Lloyd's Theme»                                           | 1:14         |
| 9.                  | «Dart's Theme»                                            | 1:28         |
| 10.                 | «Grassy Plains»                                           | 1:26         |
| 11.                 | «Royal Capital»                                           | 1:33         |
| 12.                 | «Uneasy State»                                            | 1:07         |
| 13.                 | «Enemy Attack»                                            | 1:10         |
| 14.                 | «Hokes Village»                                           | 1:19         |
| 15.                 | «City of Commerce, Lohan»                                 | 1:18         |
| 16.                 | «Riding on a Positive Rhythm»                             | 0:48         |
| 17.                 | «Boss Battle 1»                                           | 0:48         |
| 18.                 | «Imperial Capital Kazas»                                  | 1:15         |
| 19.                 | «World Map 2»                                             | 1:18         |
| 20.                 | «Peace Between Hills»                                     | 1:49         |
| 21.                 | «Meru's Theme»                                            | 0:53         |
| 22.                 | «Royal Castle»                                            | 1:26         |
| 23.                 | «Shana's Theme»                                           | 1:32         |
| 24.                 | «Together in Peace with You»                              | 1:03         |
| 25.                 | «Ghost Ship»                                              | 1:27         |
| 26.                 | «Battle 2»                                                | 1:22         |
| 27.                 | «Sorrow»                                                  | 1:26         |
| 28.                 | «World Map 3»                                             | 1:08         |
| 29.                 | «Whispering of the Trees»                                 | 1:25         |
| 30.                 | «Reminiscence»                                            | 1:02         |
| 31.                 | «Holy City»                                               | 1:30         |
| 32.                 | «A Dragon Killed in Action»                               | 1:43         |
| 33.                 | «Boss Battle 2»                                           | 1:17         |
| 34.                 | «Crystal Palace»                                          | 1:23         |
| 35.                 | «Forbidden Land»                                          | 1:08         |
| 36.                 | «Silver Land»                                             | 1:22         |
| 37.                 | «Jeek's Theme»                                            | 1:22         |
| 38.                 | «Boss Battle 3»                                           | 2:00         |
| 39.                 | «World Map 4»                                             | 1:17         |
| 40.                 | «Frontier Village»                                        | 1:19         |
| 41.                 | «Twilight of Rose»                                        | 1:09         |
| 42.                 | «Shana's Anxiety»                                         | 1:11         |
| 43.                 | «Dead City»                                               | 1:12         |
| 44.                 | «Requiem»                                                 | 1:08         |
| 45.                 | «Death Frontier»                                          | 1:25         |
| 46.                 | «Last Battle 1»                                           | 1:44         |
| 47.                 | «Last Battle 2»                                           | 0:27         |
| 48.                 | «Last Battle 3»                                           | 1:32         |
| 49.                 | «Last Battle 4»                                           | 1:49         |
| 50.                 | «Ending»                                                  | 2:46         |
| Общая длительность: | Общая длительность:                                       | 72:17        |

## Оценки
| Сводный рейтинг | Сводный рейтинг |
| Агрегатор       | Оценка          |
| --------------- | --------------- |
| GameRankings    | 77,32 %         |
| Metacritic      | 74/100          |

## PSN
22 декабря 2010 Sony выпустила The Legend of Dragoon в японском PlayStation Network, а 1 мая 2012 в американском. Даты выпуска для других регионов не были объявлены, петиции в настоящее время размещены на сайте Sony. 21 февраля 2023 года вышло цифровое переиздание игры для консолей PlayStation 4 и PlayStation 5.